# Angel Down (bài hát)
"Angel Down" là bài hát của ca sĩ-nhạc sĩ người Mỹ Lady Gaga. Album được phát hành vào 21 tháng 10 năm 2016, là bài hát cuối cùng của album phòng thu thứ 5 mang tên Joanne, do Streamline và Interscope Records phát hành. Được lấy cảm hứng từ vụ xả súng giết chết Trayvon Martin vào năm 2012, bài hát được viết bởi Gaga và người cộng tác lâu năm của cô ấy RedOne. Đây được coi là một bài ca tình buồn, đồng thời phản đối về các vụ xả súng liên quan đến người Mỹ gốc Phi tại Hoa Kỳ. Bản ballad này cũng đề cập đến các chủ đề về phương tiện truyền thông xã hội.

## Bảng xếp hạng
| Bảng xếp hạng (2016)                 | Vị trí cao nhất |
| ------------------------------------ | --------------- |
| UK Singles (Official Charts Company) | 152             |